# Hymenasplenium subnormale
Hymenasplenium subnormale là một loài dương xỉ trong họ Aspleniaceae. Loài này được Copel. Nakaike mô tả khoa học đầu tiên.
Danh pháp khoa học của loài này chưa được làm sáng tỏ. 